# Iniezione indiretta
L'iniezione indiretta è un sistema di alimentazione nel quale il combustibile, sotto forma di getto finemente polverizzato da un iniettore, non viene immesso direttamente nella camera di combustione all'interno del cilindro, ma nel collettore di aspirazione (per quanto riguarda i motori a ciclo Otto) o in una precamera o camera ausiliaria (nei motori a ciclo Diesel).

## L'iniezione indiretta nei motori Diesel

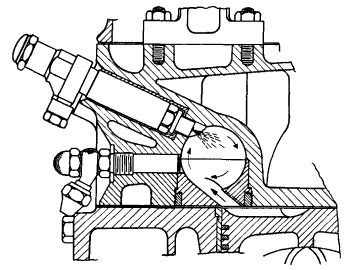
Disegno del funzionamento di un sistema a iniezione indiretta; notare l'iniettore che spruzza il combustibile in una precamera che poi viene immesso nel cilindro

L'iniezione indiretta nei motori Diesel è un sistema che prevede l'immissione di combustibile non direttamente nella camera di combustione ma in una precamera di combustione.
Questo sistema era usato fino agli anni 1990, insieme all'iniezione pompa-iniettore. Nel 1997 il Gruppo Fiat ha installato nell'Alfa 156 un motore 1.9 JTD che usava la tecnologia di iniezione common rail. Il common rail permette di innalzare la potenza specifica del motore in rapporto alla cilindrata ed è diventato in seguito il sistema di alimentazione solitamente usato da quasi tutte le case automobilistiche. Il brevetto è stato poi venduto alla Bosch.

## Funzionamento

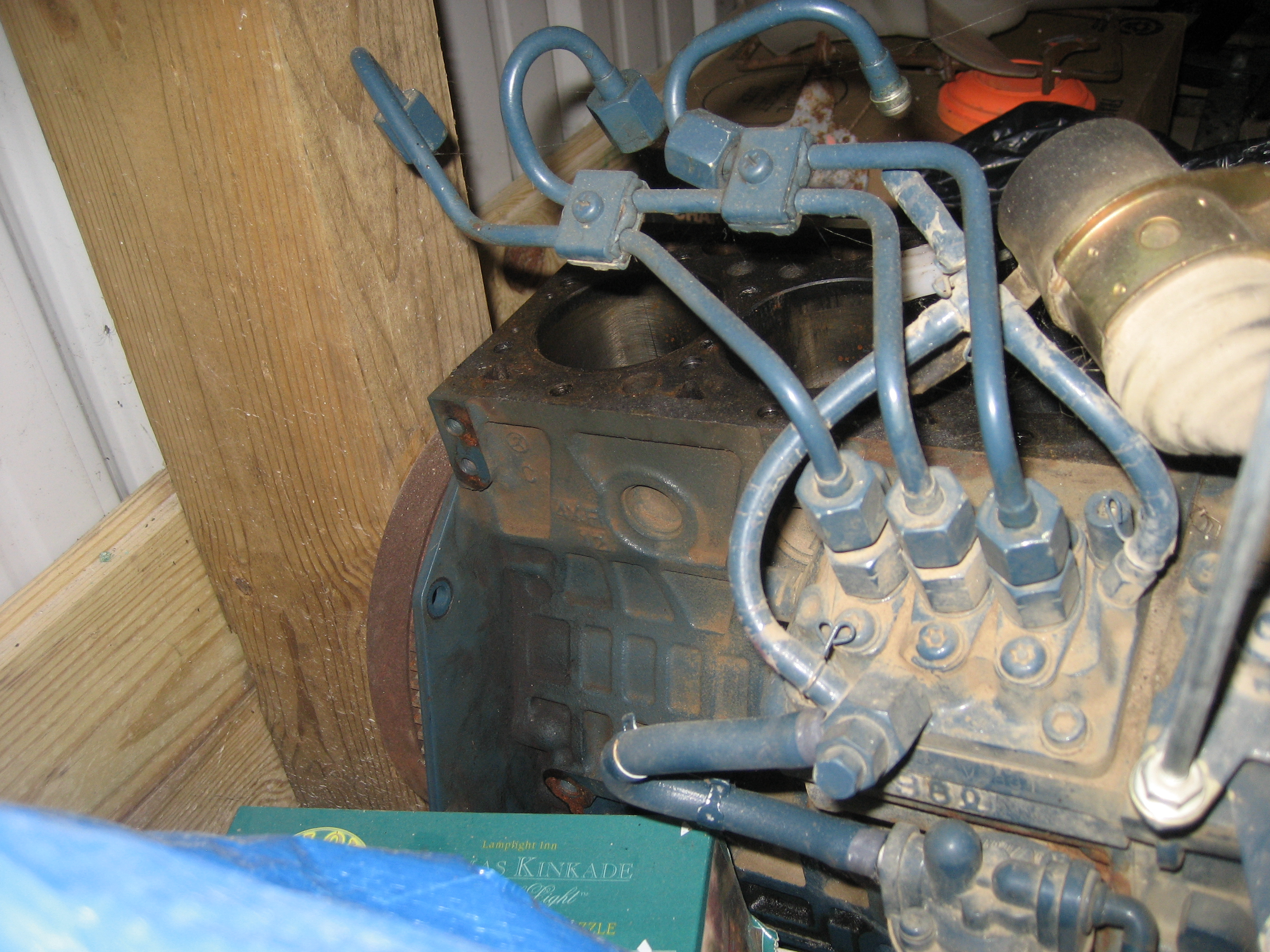
Dettaglio di un sistema con iniezione indiretta pompa-iniettore; notare i tre iniettori di color azzurro che non sono installati nella camera di combustione, bensì in una precamera

Gli iniettori presenti in precamera hanno un'apertura regolata da un rilevatore di flusso presente nei collettori di aspirazione che imposta in tempo reale il volume di carburante iniettato per una carburazione ottimale.